# Benzino Napaloni

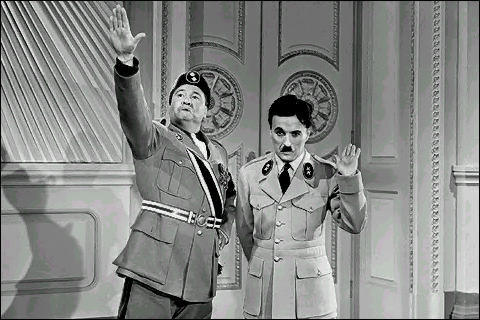

Benzino Napaloni, interpretado pelo ator Jack Oakie, é um personagem do filme O Grande Ditador, criado e dirigido por Charles Chaplin.